# Pasiphila heighwayi
Pasiphila heighwayi là một loài bướm đêm trong họ Geometridae.